# ینس بویتل
ینس بویتل (آلمانی: Jens Beutel؛ زادهٔ ۱ ژانویه ۱۹۴۶ - درگذشته ۸ مه ۲۰۱۹) یک قاضی و سیاست‌مدار اهل آلمان و از اعضای حزب سوسیال دموکرات آلمان(SPD) که از سال ۱۹۹۷ تا ۲۰۱۱ به عنوان شهردار ماینتس خدمت کرد.